# Yoshiyuki Tomino
Yoshiyuki Tomino (富野 由悠季, Tomino Yoshiyuki, nascido em 5 de novembro de 1941) é um criador, animador, compositor, diretor, roteirista e escritor de anime japonês de mecha. Ele nasceu em Odawara, na província de Kanagawa, e estudou na Faculdade de Arte da Universidade Nihon. Ele é mais conhecido por criar a franquia de anime Gundam.

## Carreira
Tomino começou sua carreira em 1963 na empresa de Osamu Tezuka, Mushi Productions, escrevendo os storyboards e o roteiro da primeira série de televisão de anime japonesa, Tetsuwan Atomu (também conhecido como Astro Boy). Mais tarde, ele se tornou um dos membros mais importantes do estúdio de anime Sunrise, dirigindo vários animes através das décadas de 1970, 1980 e 1990. Tomino é talvez mais conhecido por sua transformação do gênero de mecha "Super Robot" no gênero "Real Robot", com o Mobile Suit Gundam de 1979, o primeiro da franquia Gundam . Ele também ganhou inúmeros prêmios, incluindo o prêmio de "Melhor Diretor" na recente Tokyo International Anime Fair de 2006 (para o filme de 2005 Mobile Suit Zeta Gundam: Herdeiros das Estrelas). Duas séries de anime dirigidas por Tomino (Mobile Suit Gundam em 1979-80 e Space Runaway Ideon em 1980) ganharam o prêmio Animage Anime Grand Prix.
Tomino é conhecido por usar vários pseudônimos para diversas funções de equipe que ele desempenha em seus trabalhos, incluindo Minami Asa (阿佐 みなみ, Asa Minami) e Minoru Yokitani (斧谷 稔, Yokitani Minoru), que são usadas para se creditar por roteiros e storyboards ele cria, Rin Iogi (井荻 麟, Iogi Rin), que ele usa para se creditar pelas letras das músicas-tema que ele escreve. Tomino colaborou (como Iogi) com artistas como Yoko Kanno, Asei Kobayashi, MIO e Neil Sedaka.
Tomino é conhecido por dirigir várias séries de anime conhecidas ao longo de sua carreira, como seu trabalho mais notável, a série Mobile Suit Gundam, a partir de 1979, e mais tarde seguida em inúmeras sequências, spinoffs e franquias de merchandising, Aura Battler Dunbine, Brave Raideen (em que dirigiu os primeiros 26 episódios), e muitos outros. Seu trabalho mais recente inclui Brain Powerd (1998), Turn A Gundam (1999), Overman King Gainer (2002) e, mais recentemente, Gundam Reconguista in G (2014).

### Anos 1970
Tomino estreou na direção com Triton of the Sea (海のトリトン, Umi no Toriton) em 1973. Este programa, vagamente baseado no mangá de Osamu Tezuka, Blue Triton, mostrou uma perspectiva diferente da tradicional série "bom versus mal". A estrela, Triton, um garoto de 10 anos, é o último sobrevivente dos Tritons, uma tribo da Atlântida que foi exterminada pelos "malvados" Poseidons. No entanto, os telespectadores descobrem mais tarde que a história não era tão preta e branca, afinal.
Em 1975, Tomino trabalhou em Brave Raideen, seu primeiro trabalho em mecha, no qual dirigiu os primeiros 26 episódios. Raideen era renomado e influente em seu retrato inovador de uma máquina gigante de origens misteriosas e místicas, e inspirou vários outros diretores e séries, incluindo a série de 2002 de Yutaka Izubuchi, RahXephon. Tomino também trabalhou mais tarde no Voltes V, de 1977.
Enquanto muitas das séries que Tomino dirigiu ao longo de sua carreira contiveram um tom otimista e positivo, no qual a maioria dos protagonistas sobrevive, vários de seus shows durante os primeiros anos de sua carreira (finais da década de 1970 a início da década de 1990) continham finais em que um número significativo de personagens e protagonistas morreu. Em 1977, Tomino dirigiu Zambot 3. Certas fontes citam esta série como a origem de um apelido usado por alguns fãs de anime, "Kill 'Em All Tomino" (皆殺しの富野, Minagoroshi no Tomino), devido ao alto número de mortes de personagens (embora Tomino tenha dirigido e trabalhado em uma série de séries nas quais a grande maioria dos protagonistas sobrevive).
Em 1979, Tomino dirigiu e escreveu Mobile Suit Gundam, que foi altamente influente na transformação do gênero mecha do Super Robot no gênero Real Robot. Mark Simmons discute o impacto de Gundam em seu livro, "Gundam Official Guide": 
Com sua nova abordagem realista de robôs gigantes, Gundam mudou a cara do anime mecha e dividiu o gênero em dois. Inventar sozinho o subgênero "Real Robot", Gundam forçou todos os seus antecessores a serem redefinidos como parte do subgênero "Super Robot". Não é de surpreender que a Real Robots se tornou toda a raiva depois de Gundam. Shows como  Combat Armor Dougram e Walker Machine Xabungle seguiram a trilha que Tomino havia aberto.
 Em uma entrevista publicada na revista Animerica, Tomino discute o que ele estava tentando realizar com o Mobile Suit Gundam: 
O ponto principal é que eu queria ter uma série de robôs mais realista - ao contrário de um super robô - onde tudo é mais baseado na realidade, baseado em um robô humanóide. Desde o início, as raízes do traje móvel vieram dos robôs operários que estavam construindo as colônias espaciais naquela época, e eles se tornariam mais avançados tecnologicamente, a ponto de se tornar uma arma, e essa era toda a linhagem dos robôs Eu tinha em mente desde o começo. Portanto, toda a minha ideia de tentar ter uma série de robôs no espaço sem que ela se torne uma história estúpida foi baseada em querer fazer uma história e cercá-la da realidade - possibilidades mais realistas era o conceito subjacente.
 Embora o último trimestre do roteiro original do programa tenha sido cancelado e tivesse que ser concluído em 43 episódios, sua popularidade aumentou depois que três filmes de compilação foram lançados em 1981 e 1982. Mobile Suit Gundam foi seguido por inúmeras sequências, spin-offs e franquias de merchandising, tornando-se uma das séries de anime populares mais antigas e influentes da história, sendo escolhido como o número 1 na lista "Top 100 Anime" da TV Asahi em 2005.

### Anos 1980
Em 1980, Tomino dirigiu o Space Runaway Ideon, uma série que, como Mobile Suit Gundam, foi cancelada em sua estréia inicial, mas apresentou versões de filmes mais tarde. A série é conhecida por seus elementos mais sombrios da história. Tomino seguiu com um spin-off mais alegre chamado Xabungle, mas a natureza mais sombria de Ideon continuou com Aura Battler Dunbine, de 1983.
Em 1984, Tomino lançou o Heavy Metal L-Gaim. No ano seguinte, Tomino dirigiu a primeira sequência de Mobile Suit Gundam de 1979, Mobile Suit Zeta Gundam. O envolvimento de Tomino na série Gundam a seguir, o Mobile Suit Gundam ZZ, de 1986, criou um tema animado e cômico, enquanto os Gundam anteriores têm um tema mais sombrio. Em 1988, Tomino concluiu a saga iniciada em Mobile Suit Gundam com o filme Char's Counterattack.

### Anos 1990 e 2000
Tomino dirigiu um filme adicional do Gundam, Mobile Suit Gundam F91 em 1991. Este filme, que ocorreu 30 anos após o contra-ataque de Char, relançou a saga Gundam em uma nova direção, apresentando um elenco completamente novo.
Em 1993, Tomino dirigiu sua próxima série de Gundam, Victory Gundam, que (como F91 antes) tentou relançar a saga de Gundam com um elenco completamente novo.
Em 1996, Tomino escreveu e dirigiu Garzey's Wing, e em 1998 escreveu e dirigiu Brain Powerd. Em 1999, ele retornou a Gundam com Turn A Gundam e, em 2002, dirigiu dois filmes de compilação intitulados Turn A Gundam I: Earth Light e Turn A Gundam II: Moonlight Butterfly . Também em 2002, ele dirigiu Overman King Gainer e, em 2005, Tomino dirigiu 3 filmes de compilação resumindo os eventos de Zeta Gundam, de 1985. Seu último grande trabalho original nos anos 2000 foi o OVA The Wings of Rean, de 6 episódios, que estreou pela primeira vez na Internet no Bandai Channel, a transmissão começando em 12 de dezembro de 2005 e o episódio final em 18 de agosto de 2006. Também em 2006, Tomino fez uma aparição especial no filme de tokusatsu de Shinji Higuchi, Japan Sinks.
Na CESA Developers Conference 2009, TominoA usou seu discurso para criticar a indústria de jogos, citando que os videogames "não trazem produtividade nenhuma" e que "os consoles estão apenas consumindo eletricidade", enfatizando que os desenvolvedores de jogos precisam se concentrar mais na qualidade conteúdo em vez de tecnologia avançada, comparando-o com a moderna indústria de animação. Suas observações surpreendentes provocaram discussões em massa online.
Depois de trabalhar no curta CGI Ring of Gundam para o 30º aniversário da Gundam em 2009, Tomino voltou à franquia novamente pelo seu 35º aniversário em 2014 em um novo trabalho em que ele escreveu e dirigiu, Gundam Reconguista em G.

## Filmografia
- Astro Boy (1963 - Escritor, Storyboards)
- Wandering Sun (1971 - Storyboards)
- Triton of the Sea (1972 - Diretor)
- Neo-Human Casshern (1973 - Storyboards)
- La Seine no Hoshi (1975 - Diretor)
- The Adventures of Pepero (1975-1976 - Diretor de produção, eps.20, 23. 25)
- Brave Raideen (1975 - Diretor (primeiros 26 episódios))
- Super Electromagnetic Machine Voltes V (1977 - Produtor)
- Invincible Super Man Zambot 3 (1977 - Escritor, Diretor)
- Invincible Steel Man Daitarn 3 (1978 - Escritor, Diretor)
- Mobile Suit Gundam (1979-1980 - Escritor, Diretor)
- Space Runaway Ideon (1980 - Escritor, Diretor)
- Mobile Suit Gundam: The Movie (1981 - Escritor, Diretor)
- Mobile Suit Gundam II: Soldiers of Sorrow (1982 - Escritor, Diretor)
- Mobile Suit Gundam III: Encontros no Espaço (1982 - Escritor, Diretor)
- The Ideon: A Contact (1982 - Escritor, Diretor)
- The Ideon: Be Invoked (1982 - Escritor, Diretor)
- Combat Mecha Xabungle (1982 - Escritor, Diretor)
- Aura Battler Dunbine (1983 - Escritor, Diretor)
- Xabungle Graffiti (1983 - Escritor, Diretor)
- Round Vernian Vifam (1983 - Planejamento)
- Heavy Metal L-Gaim (1984 - Diretor)
- Mobile Suit Zeta Gundam (1985-1986 - Escritor, Diretor)
- Mobile Suit Gundam ZZ (1986-1987 - Escritor, Diretor)
- Mobile Suit Gundam: Char's Counterattack (1988 - Escritor, Diretor)
- Mobile Suit Gundam F91 (1991 - Escritor, Diretor)
- Mobile Suit Victory Gundam (1993 - Escritor, Diretor)
- Garzey's Wing (1996 - Escritor, Diretor)
- Brain Powerd (1998 - Escritor, Diretor)
- Turn A Gundam (1999-2000 - Escritor, Diretor)
- Turn A Gundam I: Earth Light (2002 - Escritor, Diretor)
- Turn A Gundam II: Moonlight Butterfly (2002 - Escritor, Diretor)
- Overman King Gainer (2002 - Diretor)
- The Wings of Rean (2005 - Escritor, Diretor)
- Mobile Suit Zeta Gundam: A New Translation I - Heirs To The Stars (2005 - Escritor, Diretor)
- Mobile Suit Zeta Gundam: A New Translation II - Lovers (2005 - Escritor, Diretor)
- Mobile Suit Zeta Gundam: A New Translation III - Love is the Pulse of the Stars (2006 - Escritor, Diretor)
- Japan Sinks (2006 - Ator)
- Ring of Gundam (2009 - Escritor, Diretor)
- Gundam Reconguista in G (2014 - Escritor, Diretor)

## Discografia (como Rin Iogi)
- Mobile Suit Gundam

"Ser estar! Gandamu (mosca! Gundam) "por Koh Ikeda (tema de abertura da série)
"Eien ni Amuro (Forever Amuro)" de Koh Ikeda (tema de encerramento da série)
"Char ga Kuru (Char está chegando)", de Koichiro Hori
"Kirameki no Lalah (Shining Lalah)", de Keiko Toda
"Ima wa O-Yasumi" por Keiko Toda
"Kaze ni Hitori de (Sozinho ao vento)" de Inoue Daisuke (tema de abertura do filme 2)
"Ai Senshi (Soldiers of Sorrow)" de Inoue Daisuke (tema de encerramento do filme 2)
"Beginning" de Inoue Daisuke (tema de abertura do filme 3)
"Meguriai (Encounters)" de Inoue Daisuke (co-escrito com Maso Urino) (tema de encerramento do filme 3)
- Aura Battler Dunbine

"Dunbine Tobu (Flying Dunbine, versão em inglês intitulada Dunbine Fire traduzida por J.C.Edward)" por MIO (tema de abertura)
- Heavy Metal L-Gaim

"Time for L-Gaim" do MIO (tema de abertura)
- Mobile Suit Zeta Gundam

"Zeta - Toki wo Koete (Zeta - Transcending Times)" de Maya Arukawa, composta por Neil Sedaka como Better Days Are Coming (tema de abertura)
- Mobile Suit Gundam ZZ

"Issenman-Nen Ginga (A galáxia de 10 milhões de anos)" de Jun Hiroe (segundo tema de encerramento)
- Mobile Suit Gundam F91

"Eternal Wind" de Hiroko Moriguchi (tema de encerramento)
- Mobile Suit Victory Gundam

"Stand up to the Victory" (primeiro tema de abertura)
- Brain Powerd, composto por Yoko Kanno

"Ai no Field", de Kokia (primeiro tema de encerramento)
- Turn A Gundam, composta por Yoko Kanno

"Turn A Turn" de Hideki Saijou, composto por Asei Kobayashi (primeiro tema de abertura)
"Century Color" de RAYS-GUNS (co-escrito com You-mu Hamaguchi) (segundo tema de abertura)
"Ojousan Naishobanashi desu (Esta é uma conversa privada, senhorita)" por Hideki Saijou
"Tsuki no Tama (Espírito da Lua)", da RRET Team
"Tsuki no Mayu (O Casulo da Lua)", de Aki Okui (segundo tema de encerramento)
- Overman King Gainer

"King Gainer Over!" por Yoshiki Fukuyama (tema de abertura)